# Campionati del mondo di ciclismo su pista 2023 - Corsa a eliminazione maschile
La gara di corsa a eliminazione maschile ai campionati del mondo di ciclismo su pista si svolse il 7 agosto 2023.

## Podio
| Pos.    | Atleta       | Nazionalità   |
| ------- | ------------ | ------------- |
| Oro     | Ethan Vernon | Gran Bretagna |
| Argento | Dylan Bibic  | Canada        |
| Bronzo  | Elia Viviani | Italia        |

## Risultati
| Posizione | Atleta              | Nazione           |
| --------- | ------------------- | ----------------- |
| 1         | Ethan Vernon        | Gran Bretagna     |
| 2         | Dylan Bibic         | Canada            |
| 3         | Elia Viviani        | Italia            |
| 4         | Matthijs Büchli     | Paesi Bassi       |
| 5         | George Jackson      | Nuova Zelanda     |
| 6         | Jules Hesters       | Belgio            |
| 7         | Claudio Imhof       | Svizzera          |
| 8         | Gavin Hoover        | Stati Uniti       |
| 9         | Donavan Grondin     | Francia           |
| 10        | Raphael Kokas       | Austria           |
| 11        | Tim Torn Teutenberg | Germania          |
| 12        | Rotem Tene          | Israele           |
| 13        | Eiya Hashimoto      | Giappone          |
| 14        | Edwin Sutherland    | Barbados          |
| 15        | Joshua Duffy        | Australia         |
| 16        | Ramïs Dinmuxametov  | Kazakistan        |
| 17        | Mario Anguela       | Messico           |
| 18        | Yacine Chalel       | Algeria           |
| 19        | Denis Rugovac       | Rep. Ceca         |
| 20        | Chun Wing Leung     | Hong Kong         |
| 21        | Kacper Majewski     | Polonia           |
| 22        | Akil Campbell       | Trinidad e Tobago |
| 23        | Tobias Hansen       | Danimarca         |
| 24        | João Martins        | Portogallo        |